# Nicolas-Joseph Platel
Nicolas-Joseph Platel, född 1777 i Versailles, död den 25 augusti 1835 i Bryssel, var en fransk violoncellist.
Platel blev 1824 professor vid musikkonservatoriet i Bryssel. Bland hans lärjungar märks François Demunck, som också blev hans efterträdare vid konservatoriet. Platel komponerade fem violoncellkonserter, sonater för violoncell och kontrabas, exercitier och stråktrior med mera.